# 云南洼瓣花
云南洼瓣花（学名：Lloydia yunnanensis），为百合科洼瓣花属下的一个植物种。种加词 yunnanensis 意为“云南的”。